# Dukinfield
Dukinfield è una località di 17.917 abitanti della contea della Greater Manchester, in Inghilterra, già municipio fino al 1974.